# Émerchicourt
Émerchicourt è un comune francese di 959 abitanti situato nel dipartimento del Nord nella regione dell'Alta Francia.

## Storia

### Simboli
Lo stemma di Émerchicourt si blasona: 
I comuni di Émerchicourt e di Curgies recano entrambi le insegne dell'abbazia di Vicoigne a cui appartenevano i due villaggi in epoca medievale.
Lo smalto d'argento del campo dello scudo è il colore della purezza e della sincerità; la scrofa è simbolo di fertilità, mentre il suo colore nero indica il sapere e la modestia.

## Società

### Evoluzione demografica
Abitanti censiti